# MTY飲食集團

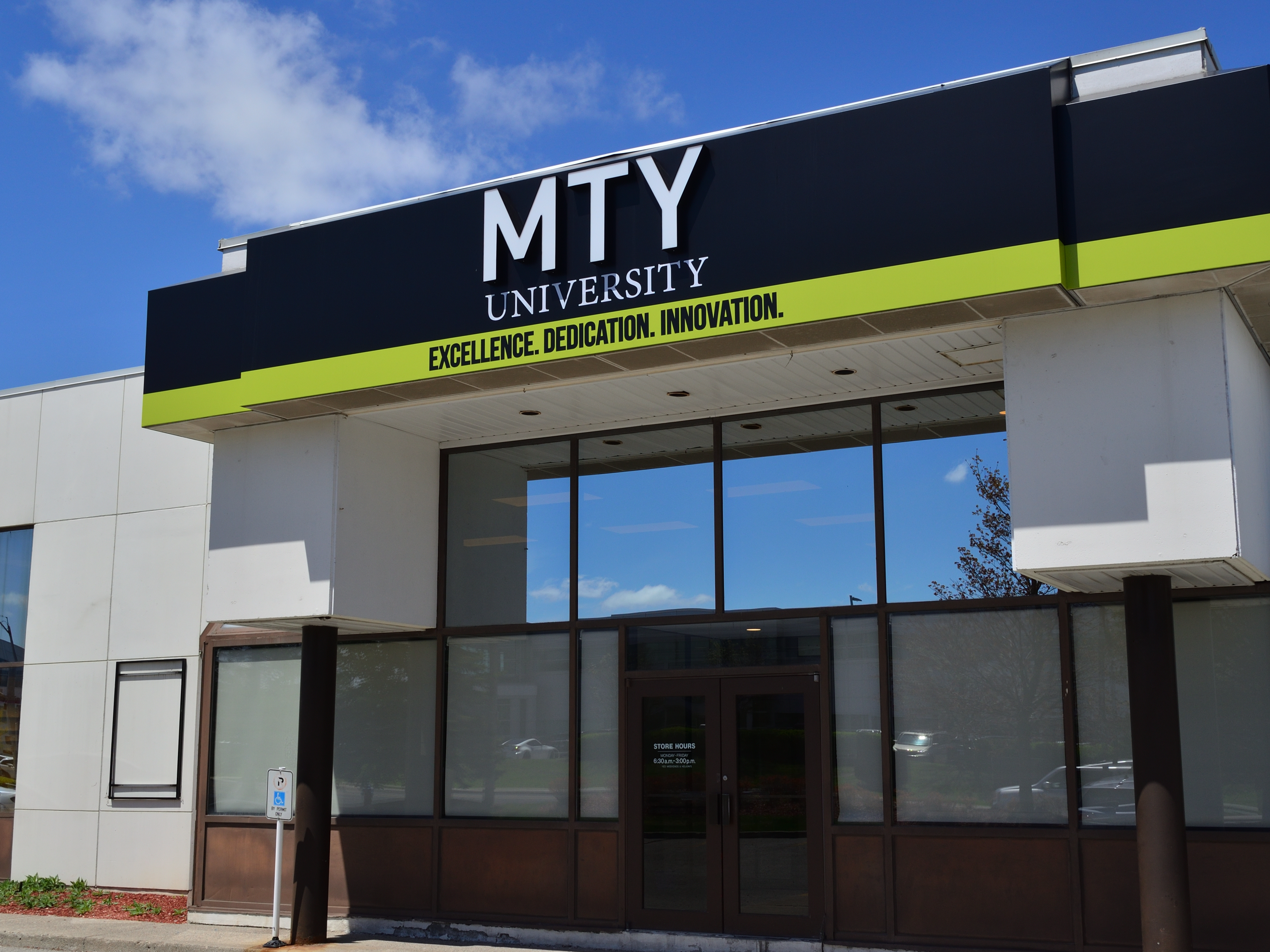
MTY飲食集團

MTY飲食集團股份有限公司，簡稱MTY飲食集團（英語：MTY Food Group Inc.，TSX：MTY），在1979年，由香港移民加拿大商人士丹利．馬（Stanley Ma，董事長及首席執行官），於魁北克蒙特利尔（總部）成立首家名為「Le Paradis du Pacifique」餐廳。

## 历史
其後在1984年成立「Tiki Ming」餐廳位於蒙特利尔洛克蘭德中心成立。1986年當時名為「Golden Sky Resources Inc.」，其後在1989年於TSX創業交易所（前身為多倫多交易所）上市。其後再更名為「Golden Sky Ventures International Inc」、「iNsu Innovations Group Inc.」，之後現時為「MTY Food Group Inc.」，並在2010年5月於多伦多证券交易所上市。
該公司業務在全球經營特許和直接經營快餐店，包括TCBY、Thaï Express, Country Style, Groupe Valentine, Vanelli's, Extreme Pita, Cultures, La Cremiere, Sushi Shop, Veggirama, Caferama, O'burger, Tiki Ming, Vie & Nam, Au Vieux Duluth Express, FrankxSupreme, ChicknChick, Croissant Plus, Koya Japan, Kim Chi, Panini, Tandori, Tutti Frutti, Villa Madina Mediterranean Cuisine, Sukiyaki等。
在2014年10月，該公司以788.9萬加元（5444萬港元），收購當時大家樂旗下滿洲鑊全部資產，在2014年12月完成。

## 連結
- mtygroup.com （页面存档备份，存于）